# Pachacamac

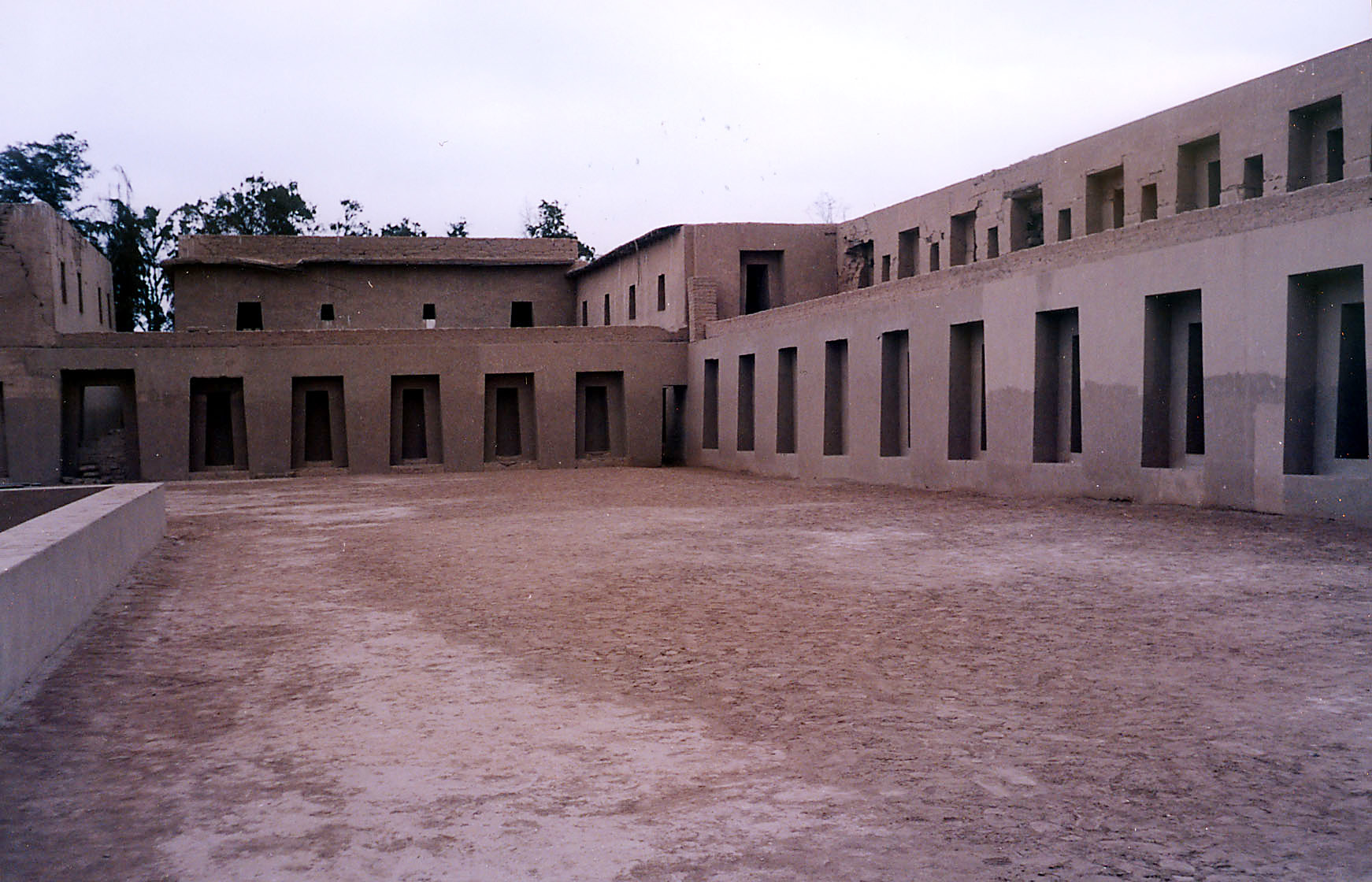
Sítio arqueológico de Pachacamac

Pachacámac é um sítio arqueológico localizado na margem direita do rio Lurín, próximo ao Oceano Pacífico e em frente a um grupo de ilhas homônimas. Está localizado no distrito de Lurín, na província de Lima, no Peru. Nela se encontram ruínas de vários edifícios, que datam desde o Período Intermédio Inicial (século III) até o Horizonte Tardio (século XV), sendo que os edifícios construído durante a ocupação Inca (1450-1532) são os mais bem preservados.
Nestas ruínas se encontrava um antigo oráculo pré-hispânico construído basicamente com tijolos de adobe onde era cultuado o deus Pacha Kamaq, a quem era atribuído a criação do universo e tudo o que contém.

## Histórico

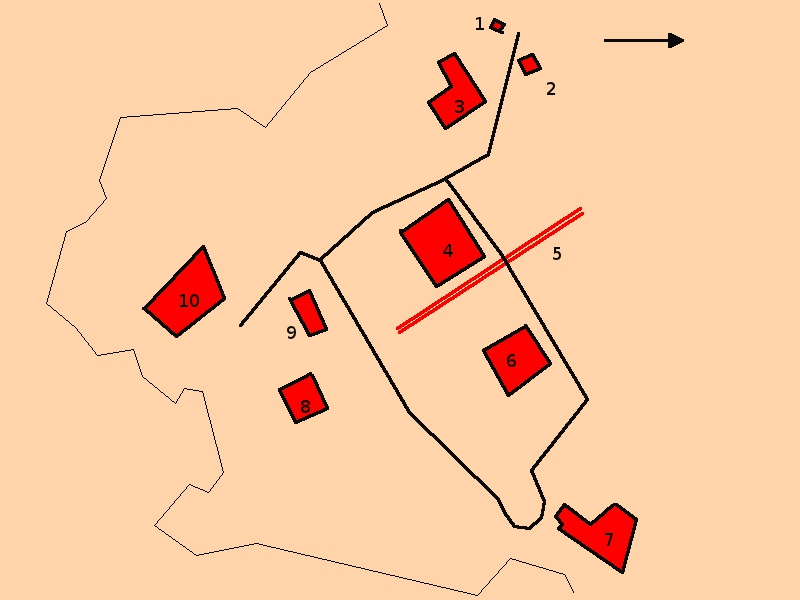
Planta de Pachacámac:
01. Museu
02. Conjunto de Adobes
03. Templo da Lua ou Acllahuasi
04. Pirâmide com Rampa I
05. Estrada norte-sul
06. Pirâmide com Rampa II
07. Palácio de Tauri Chumpi
08. Templo Antigo
09. Templo Pintado
10. Templo do Sol
Traçado fino: perfil del promontório
Traçado grosso: estradas

Pachacámac foi o principal santuário da costa central por mais de mil anos e seus templos foram visitados por multidões de peregrinos por ocasião dos grandes rituais andinos, pois Pachacámac era um oráculo de sucesso capaz de prever o futuro e controlar os movimentos da Terra. No santuário de Pachacámac, pessoas de todos os lugares procuravam soluções para seus problemas ou respostas para suas dúvidas.
A palavra Pachacámac significa alma da terra, aquele que anima o mundo. Os antigos peruanos acreditavam que um único movimento de sua cabeça causaria terremotos. Ele não podia ser olhado diretamente nos olhos, e até mesmo seus sacerdotes entravam na sala de costas. O culto de Pachacámac era o centro de toda a religião costeira .
A partir dos dados arqueológicos fornecidos pelas investigações, sabemos que a ocupação do Santuário Arqueológico de Pachacámac começou no Formativo Superior, porque nos pampas localizados em frente à zona monumental existe um cemitério correspondente a pessoas que provavelmente viveram dedicadas à pesca, a agricultura e a exploração das colinas. Sua cerâmica, chamada El Panel, inclui garrafas esculturais em forma de pássaros e felinos. Esses antigos colonos também se destacaram na fabricação de artefatos de cobre.
No Período de Desenvolvimento Regional (200-600 dC), a cultura Lima se estabeleceu e se espalhou ao longo da costa central nos vales adjacentes de Chancay, Chillón, Rímac e Lurín. A construção do santuário começou neste período, sendo Pachacámac o centro mais importante do vale de Lurín. Naquela época foram construídos tanto o Templo Antigo, um imponente prédio feito com pequenos adobes em forma de paralelepípedos que formavam painéis dispostos como livros em uma prateleira, essa técnica também foi usada na estrutura conhecida como Conjunto de Adobes.
Existem evidências de que de 600 a 1100 d.C. os Huaris se estabeleceram em Pachacámac. O apogeu do oráculo de Pachacámac ocorreu precisamente no período do Horizonte Médio - Huari, quando se tornou um centro religioso que atraiu um grande número de peregrinos. Neste período existiu um extenso cemitério, escavado por Max Uhle em 1896, que ficava no sopé do promotório onde se localizava o Templo de Pachacámac, bem como uma série de oferendas de cerâmica encontradas na área.

## Links
- Pachacamac Museum
- Stock Photos of Pachacamac